# París-Lille
La París-Lille fue una antigua carrera ciclista disputada entre París y Lille. Creada en 1908, fue disputada anualmente hasta 1937.

## Palmarés
| Año  | Ganador           | Segundo            | Tercero             |
| ---- | ----------------- | ------------------ | ------------------- |
| 1908 | Omer Beaugendre   | Vincent Dhulst     | Ernest Paul         |
| 1923 | Marcel Decroix    | Julien Samyn       | Jean Preuss         |
| 1924 | Omer Vermeulen    | Joseph Pe          | Philémon Callens    |
| 1925 | Julien Perrain    | Ernest Lemaire     | Charles Caroul      |
| 1926 | Marc Bocher       | Eugène Greau       | Camille Foucaux     |
| 1927 | Romain Bellenger  | Adolf Van Bruane   | Léon De Graevelynck |
| 1928 | Romain Bellenger  | Adolf Van Bruane   | Georges Leblanc     |
| 1929 | Joseph Wauters    | Charles Meunier    | Félicien Vervaecke  |
| 1930 | Frans Bonduel     | Adolf Van Bruane   | Aimé Dossche        |
| 1931 | Joseph Dervaes    | Joseph Wauters     | Georges Ronsse      |
| 1932 | Albert Barthélémy | Léon Louyet        | Kurt Stöpel         |
| 1933 | Jean Wauters      | Albert Gabard      | Emile Decroix       |
| 1934 | Théo Herckenrath  | Alfons Ghesquière  | Michel Catteeuw     |
| 1935 | Romain Maes       | André Vanderdonckt | Emile Decroix       |
| 1936 | Julien Heernaert  | Alfons Ghesquière  | Julien Legrand      |
| 1937 | Alfons Ghesquière | Marcel Kint        | Gabriel Dubois      |